# Första italienska frihetskriget
Första italienska frihetskriget var ett krig mellan ett flertal italienska stater och Kejsardömet Österrike 23 mars 1848 - 24 mars 1849 i följd av februarirevolutionen 1848 och de därpå följande revolutionsrörelserna i Europa, och en del av Italiens enande.

## Bakgrund
Vid 1840-talets slut fanns det i Italien ett starkt missnöje mot det österrikiska styret i norr, liksom mot de enväldiga monarker som styrde flera av halvöns stater. Den nationella idén om ett enat Italien hade så småningom arbetat sig fram till bärande princip hos de bildade klasserna, och man såg sin främsta motståndare i främlingarna, i tedeschi, som man kallade österrikarna.
När rapporter om marsrevolutionen i Wien nådde Italien, bröt resningar omedelbart ut i Lombardiet och Venedig. Den österrikiske befälhavaren i Milano, Josef Radetzky,  tvingades utrymma staden. I Venedig utropade sig staden som självständig republik under Daniele Manin. Karl Albert av Sardinien, som hade som länge närt en dröm att kunna styra ett enat Italien ställde sig på de upproriskas sidan och ryckte i slutet av mars över gränsen in i Österrike.  
Han hade under en tid långsamt förberett sitt land på krig och vid sin sida som minister hade han den före detta katolske prästen Vincenzo Gioberti, som länge försökt förmå påven att ställa sig i spetsen för ett försök att ena Italien. Kungariket Bägge Sicilierna slöt upp på Sardiniens sida. Påven Pius IX, som slets mellan tanken på att stärka påvestatens makt i Italien och sin roll som förvaltare av det Tysk-romerska rikets arv, avvaktade och försökte genom förhandlingar förmå kejsaren att gå med på de italienska  staternas krav. Efter en tid mördades dock Gioberti, och påven tvingades fly Vatikanstaten och deltog därefter inte vidare i krigets förvecklingar.

## Krigets förlopp
Ferdinand II av Bägge Sicilierna förmåddes att sända en hjälpkår mot Österrike, men brottades samtidigt med egna inre problem. Han hade länge varit impopulär i sitt land, och i april 1848 förklarades Huset Bourbon avsatt på den Sicilianska tronen och kronan erbjöds åt en prins av det sardinska kungahuset. I Neapel utbröt i maj en folkresning, som kungen bevarade genom att bombardera staden med artilleri, något som gav honom öknamnet "Kung Bomba". Den Siciliska hjälparmen återkallades snart för hjälpa till att slå ned upproren i hemlandet. Kort därpå återkallades även den neapolitanska hjälparmén, och Karl Albert av Sardinien stod snart ensam i kriget mot Österrike. 25 juli led Sardinien ett svårt nederlag slaget vid Custozza. Karl Albert av Sardinien tvingade retirera ut ur Lombardiet, och slöt i augusti ett vapenstillestånd som återlämnade området i Österrikiska händer.
Österrike hade dock egna inre problem. En utfärda författning, som tillkännagav rätten till bildande av en konstitutionerad församling med vilken man hoppades stilla revolten ledde enbart till ökade krav, och återkallades. Uppror i Wien tvingade kejsaren att ta sin tillflykt i Tyrolen, samtidigt som Ungern och Böhmen förklarade sig självständiga. 
Situationen i Österrike gjorde att Karl Albert av Sardinien såg en möjlighet att utnyttja situationen, och 12 mars 1849 bröt han stilleståndsavtalet och ryckte på nytt in i Lombardiet. Han hade hoppats på stöd från den nya republikanska regimen i Frankrike, men stödet uteblev. 23 mars stod slaget vid Novara, som innebar ett fullständigt nederlag för Sardinien. Karl Albert tvigades avsäga sig sin krona till förmån för sin son, den blivande Viktor Emanuel II. På morgonen efter slaget slöt han ett nytt stillestånd med Radetzky, men Österrike ville till en början inte nöja sig med mindre än att inskränka den sardinske kungens område till stamhertigdömet Savoyen, och göra resten av Sardinien till en lydstat under hertigen av Modena. Faran av ett så starkt Österrike i Italien blev dock uppenbart för såväl Frankrike som Storbritannien. Österrikes problem med att slå ned upproret i Ungern gjorde att man i augusti gick med på en fred utan landavträdelser från Sardinien, och Österrike nöjde sig med ett krigsskadestånd från förloraren.
De upproriska Lombardiet och Venedig fortsatte ensam sin kamp, Venedig höll ut fram till augusti 1849 då den ungerska revolten blivit kuvad och Österrike odelat kunde ta sig an de upproriska.